# Makrovirus
Makroviren sind Computerviren, die nicht als eigenständiger (und kompilierter) Code vorliegen, sondern in Form eines Makros. Ein Makro ist ein Programmteil und kann in einem Dokument eingebettet sein. So kann zum Beispiel ein Word-Dokument ein Makro enthalten, das bestimmte Vorgänge in Word automatisiert und dem Benutzer Arbeit abnimmt. Ein Makrovirus ist so programmiert, dass er sich selbst in andere Dokumente einnistet und schädliche Funktionen aufruft, beispielsweise indem er Texte in Word-Dateien verändert oder beliebige Dateien auf der Festplatte löscht.
Die überwiegende Mehrzahl verwendet dazu Microsofts imperative Makrosprachen VBA oder VBS. Da VBA und VBS direkt auf die Manipulation von Dateien zielen, ist das Gefahrenpotenzial von Makroviren entsprechend hoch.
Meistens ist es das Ziel, die Standardvorlage (in Word: „normal.dot“) zu infizieren, da diese bei jedem Programmstart automatisch geladen wird und der Virus so automatisch mit aktiv wird. Es werden alle neu erstellten Dokumente mit diesem Virus infiziert und er erreicht die höchst mögliche Verbreitung.
Einen gewissen Schutz bieten aktuelle Antivirenprogramme sowie Vorsicht beim Datenaustausch.
Angegriffen werden u. a. folgende Programme: Microsoft Word, Microsoft Excel, Microsoft PowerPoint, Microsoft Access, AmiPro, CorelDraw und StarOffice/OpenOffice.org.

## Reaktionen von Microsoft: Makroviren ab MS Office 2007
Durch die Einführung der neuen auf XML basierenden MS-Office-Formate ab 2007 können Makros nicht mehr in Dateien mit den Suffixen XLSX, DOCX, PPTX etc. ausgeführt werden. Die Dokumente, die Makros enthalten können, tragen ein "M" statt ein "X" im Suffix und sind überdies durch ein deutlich sichtbares Ausrufezeichen im Dateisymbol erkennbar. Zudem ist die Ausführung von Makros nach der Erstinstallation von MS Office deaktiviert und muss manuell aktiviert werden.